# Top Pro Golf
Top Pro Golf (トップ プロ ゴルフ, au Japon) est une série de jeux vidéo de golf développée et éditée par Soft Vision. Elle comprend deux épisodes, sortis en 1992 et 1993 sur Mega Drive, uniquement au Japon.